# Джеремі Слейтер
Джеремі Слейтер (англ. Jeremy Slater) — американський сценарист і продюсер кіно та телебачення, відомий своєю роботою над такими фільмами, як «Фантастична четвірка» та «Зошит смерті», а також над телесеріалами, такими як «Академія Амбрелла» та «Екзорцист», створеними Слейтером і в яких він брав участь як виконавчий продюсер. Також був головним сценаристом і виконавчим продюсером міні-серіалу Disney+ «Місячний лицар».

## Кар'єра
Слейтер написав сценарії комедійного бойовика «Мій шпигун», режисером якого буде Джейк Касдан, а також до фільму жахів «Стрічка 4», який буде створено Primal Pictures, а також, до фільмі про супергероїв у стилі нуар «Людина завтрашнього дня», який був включений до Чорного списку найкращих сценаріїв 2012 року.
У липні 2012 року Слейтер був найнятий для написання сценарію до фільму «Фантастична четвірка», що вийшов у прокат 2015 року. Після виходу фільму в серпні 2015 року Слейтер прокоментував, що багато з того, що він написав, не було у знятому фільмі (зокрема, його версія першого акту), але він «завжди буде гордий за те, що [він] грає в такій класній пісочниці».
Оригінальна версія Слейтера сценарію «Фантастичної четвірки» більше відповідала фільму Marvel Studios, будучи насиченою екшном пригодою супергероя на відміну від темного та реалістичного тону останнього фільму. Він включав лиходіїв Галактуса, який є джерелом здібностей титульних персонажів, Людину-крота та Доктора Дума як латвійського диктатора та вісника Галактуса, на відміну від антисоціального програміста, яким він був зображений у готовому фільмі.
Слейтер написав чернетку американської кіноадаптації серії манги Такеші Обати Зошит смерті (2017), яку режисером став Адам Вінгард. Готова версія фільму, сценарій якої переглянув Кайл Кіллен, значно відрізнялася від його оригінального сценарію та в кращому випадку містила дрібні елементи його оригінального сценарію.
Слейтер є творцем і виконавчим продюсером «Екзорциста», телевізійної драми, заснованої на однойменному фільмі.
У листопаді 2019 року Слейтер був найнятий студією Marvel як головний сценарист і виконавчий продюсер серіалу Disney+ «Місячний лицар».
Він стане співавтором сценарію майбутнього фільму Warner Bros. Койот проти. Акме з Джеймсом Ганном, Джоном Сільберманом, Джошем Сільберманом і Семі Берчем у головних ролях.
У січні 2022 року Слейтера найняли для написання продовження Мортал Комбат. У серпні 2022 року Collider повідомив, що Слейтер разом із Террі Россіо та Саймоном Барретом написав сценарій до фільму «Годзілла проти Конга 2».
У січні 2023 року стало відомо, що він приєднався до команди сценаристів, яку зібрав Джеймс Ганн, щоб скласти основну історію Всесвіту DC.

## Фільмографія

### Фільми
| Рік  | Назва                         | Сценарист | Режисер | Примітки                                                          | Пос.   |
| ---- | ----------------------------- | --------- | ------- | ----------------------------------------------------------------- | ------ |
| 2015 | Ефект Лазаря                  | Так       | Ні      | У співавторстві з Люком Доусоном                                  | [ 14 ] |
| 2015 | Фантастична четвірка          | Так       | Ні      | У співавторстві з Саймоном Кінбергом і Джошем Транком             | [ 15 ] |
| 2016 | Домашня тварина               | Так       | Ні      |                                                                   |        |
| 2017 | Зошит смерті                  | Так       | Ні      | У співавторстві з Чарльзом Парлапанідесом і Власом Парлапанідесом | [ 16 ] |
| 2024 | Годзілла х Конг: Нова імперія | Так       | Ні      | У співавторстві з Террі Россіо та Саймоном Барретом               | [ 17 ] |
| 2025 | Мортал Комбат 2               | Так       | Ні      |                                                                   | [ 11 ] |
| 2026 | Койот проти Acme              | Історія   | Ні      | написав історію разом з Джеймсом Ганном і Семі Берчем             | [ 18 ] |
| 2026 | Тема: Підступна казка         | Так       | Так     | Режисерський дебют                                                | [ 19 ] |

Виконавчий продюсер
- Стефані[en] (2017)

### Телесеріали
| рік       | Назва             | Сценарист | Виконавчий продюсер | Творець | Примітки                                                                                       |
| --------- | ----------------- | --------- | ------------------- | ------- | ---------------------------------------------------------------------------------------------- |
| 2016–2018 | Екзорцист         | 4 епізоди | 11 епізодів         | Так     |                                                                                                |
| 2019–2022 | Академія Амбрелла | 1 епізод  | 1 епізод            | Ні      | Епізод: «Ми бачимося лише на весіллях і похоронах»; Також розробник і консультант (1-4 сезони) |
| 2022      | Місячний лицар    | 2 епізоди | 6 епізодів          | Так     |                                                                                                |